# Torneo a squadre
Il Torneo a square (ufficialmente, in inglese: FIS Team Tour) è una competizione organizzata annualmente dal 2009 dalla Federazione Internazionale Sci nel contesto della Coppa del Mondo di salto con gli sci maschile. È strutturato sul modello del Torneo dei quattro trampolini e del Nordic Tournament con la differenza che, anziché individuali, il Torneo è una competizione riservata alle square. La classifica viene stilata attribuendo punteggi ai risultati delle prove disputate, siano esse individuali o a squadre, in un definito ciclo di gare; tali punteggi sono sempre riferiti alle squadre nazionali.

## I trampolini
Le gare del Torneo si disputano consecutivamente durante il mese di febbraio in alcune località sciistiche tedesche: Willingen, Klingenthal e Oberstdorf, rispettivamente sui trampolini Mühlenkopf HS145 (trampolino lungo), Vogtland Arena HS140 (trampolino lungo) e Heini Klopfer HS213 (trampolino per il volo).

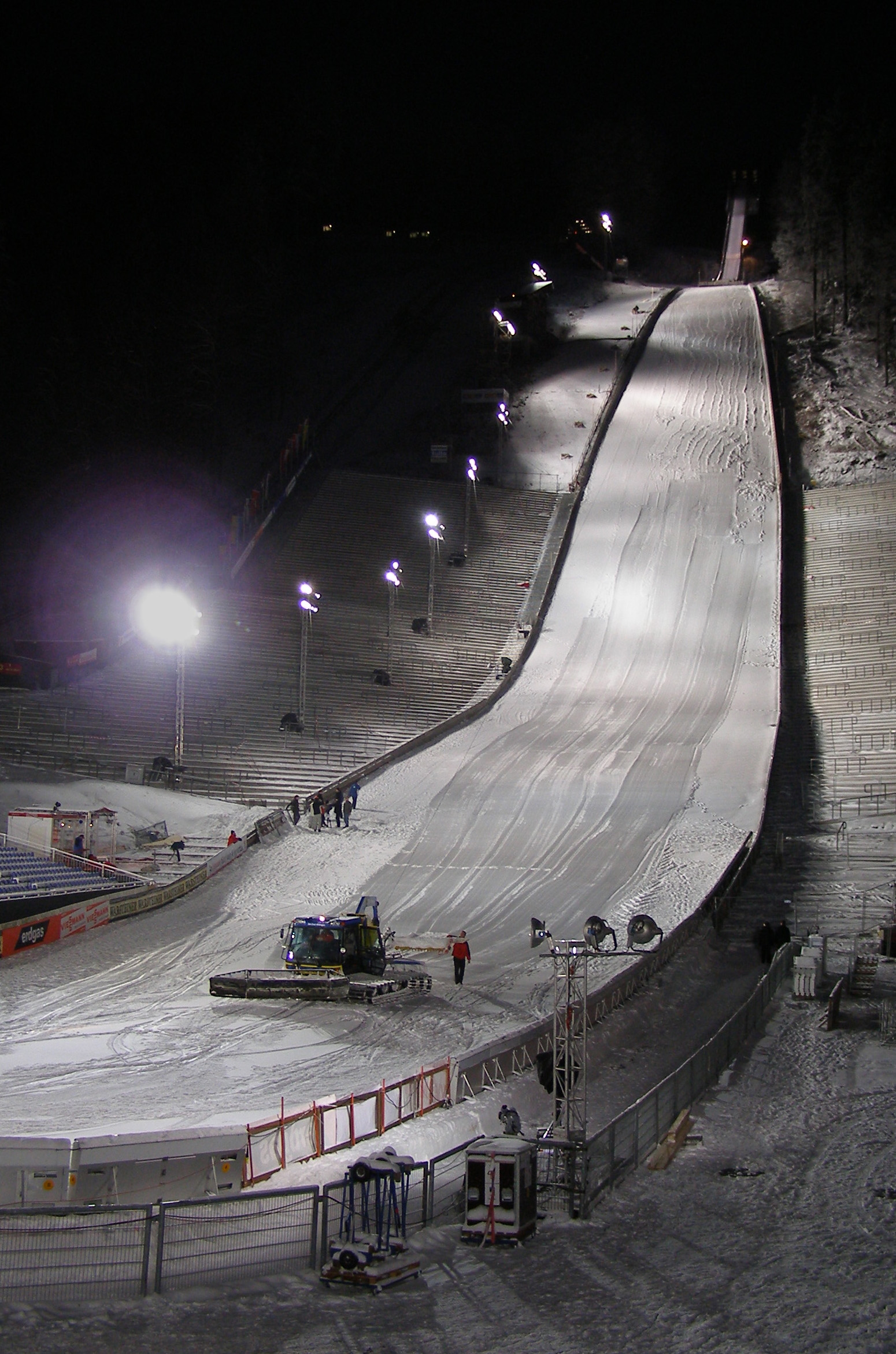
Il Mühlenkopf di Willingen
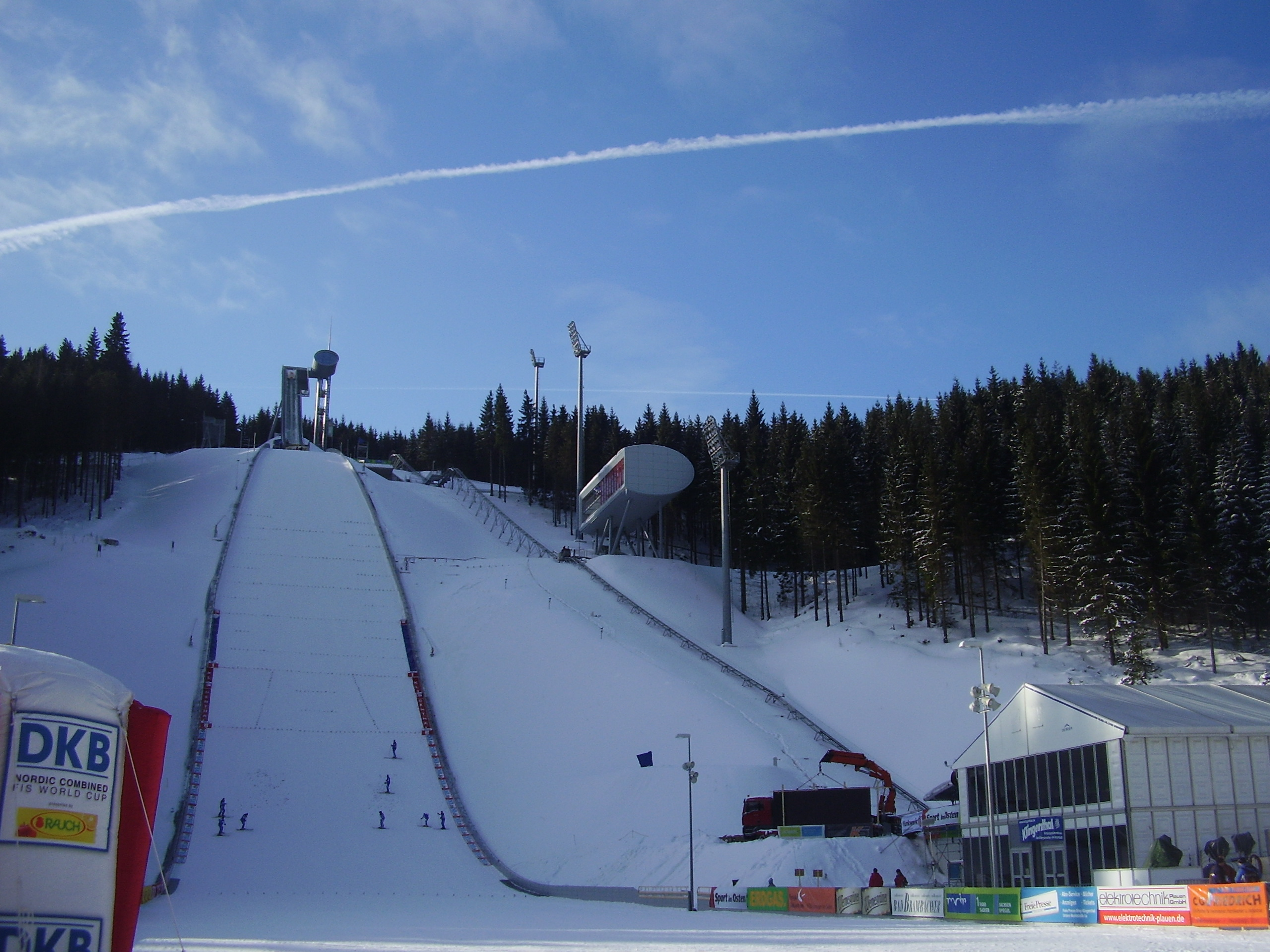
La Vogtland Arena di Klingenthal
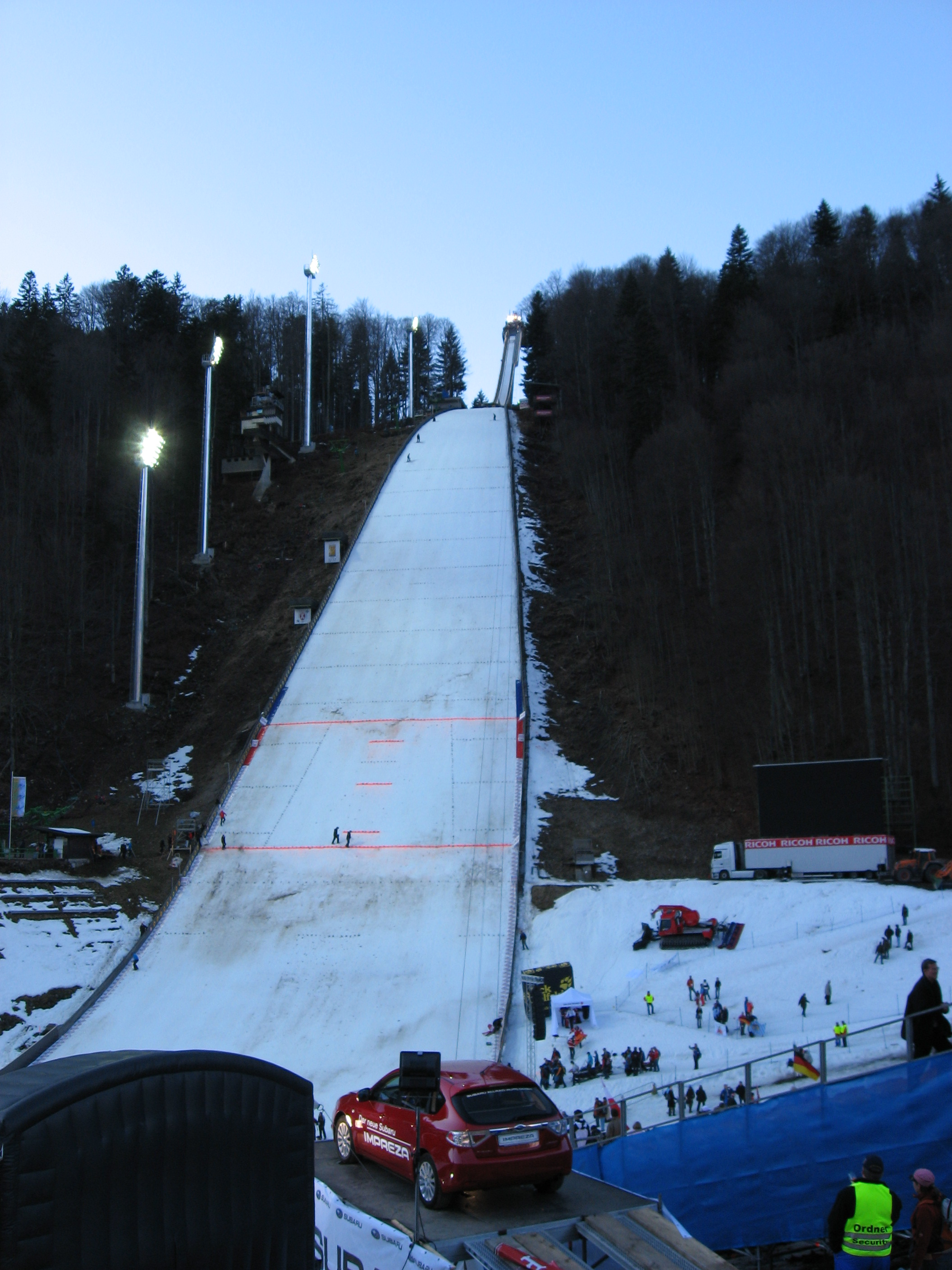
Lo Heini Klopfer di Oberstdorf

## Albo d'oro
| Stagione | Vincitore |
| -------- | --------- |
| 2009     | Norvegia  |
| 2010     | Austria   |
| 2011     | Austria   |
| 2012     | Austria   |
| 2013     | Norvegia  |